# Landtag de Rhénanie-Palatinat
18e législature
Hôtel de l'ordre teutonique
Le Landtag de Rhénanie-Palatinat (en allemand : Landtag von Rheinland-Pfalz) est le parlement régional du Land de Rhénanie-Palatinat. Il se compose de 101 députés.

## Mode de scrutin
Le Landtag est constitué de 101 députés (en allemand : Mitglied des Landtags, MdL), élus pour une législature de cinq ans au suffrage universel direct et suivant le scrutin proportionnel de Sainte-Laguë.
Chaque électeur dispose de deux voix : la première (Wahlkreisstimme) lui permet de voter pour un candidat de sa circonscription selon les modalités du scrutin uninominal majoritaire à un tour, le Land comptant un total de 52 circonscriptions ; la seconde voix (Landesstimme) lui permet de voter en faveur d'une liste de candidats présentée par un parti au niveau du Land.
Lors du dépouillement, l'intégralité des 101 sièges est répartie proportionnellement aux secondes voix entre les partis ayant remporté au moins 5 % des suffrages exprimés au niveau du Land. Si un parti a remporté des mandats au scrutin uninominal, ses sièges sont d'abord pourvus par ceux-ci.
Dans le cas où un parti obtient plus de mandats au scrutin uninominal que la proportionnelle ne lui en attribue, il conserve ces mandats supplémentaires et la taille du Landtag est augmentée par des mandats complémentaires distribués aux autres partis pour rétablir une composition proportionnelle aux secondes voix.

## Organisation

### Le bureau

#### Le président
Le président mène les affaires du Landtag et représente le Land dans les actes et litiges juridiques du Landtag. Il dispose des pouvoirs de gestion et de police dans l'enceinte des bâtiments. Il préside les débats de l'assemblée plénière et exerce le contrôle hiérarchique des membres de l'administration parlementaire et du délégué du Land à la protection des données.

### Les vice-présidents
Les vice-présidents assistent le président dans l'exercice de ses fonctions.

### L’assemblée plénière
L'assemblée plénière est le forum de travail parlementaire des députés. En règle générale, les débats de l'assemblée plénière sont publics. Des sténographes transcrivent à la lettre les rapports de séance qui seront publiés sous forme de comptes-rendus officiels. Ils sont également publiés sur Internet.

### Les groupes parlementaires
Les groupes parlementaires (en allemand : Fraktionen) sont des groupements de députés. Ils bénéficient de droits et obligations au sein du Landtag. Leurs missions principales sont la formation de la volonté politique, l'élaboration des propositions de loi et la définition des positions qu'ils soutiendront au sein des différentes commissions et en assemblée plénière.

## Historique

### Présidents du Landtag
| Nom                          | Nom                  | Début    | Fin  | Parti |
| ---------------------------- | -------------------- | -------- | ---- | ----- |
|                              | Jakob Diel (de)      | 1947     | 1948 | CDU   |
| August Wolters (de)          | 1948                 | 1959     |      | CDU   |
| Otto van Volxem (de)         | 1959                 | 1971     |      | CDU   |
| Johannes Baptist Rösler (de) | 1971                 | 1974     |      | CDU   |
| Albrecht Martin (de)         | 1974                 | 1985     |      | CDU   |
| Heinz Peter Volkert (de)     | 1985                 | 1991     |      | CDU   |
|                              | Christoph Grimm (de) | 1991     | 2006 | SPD   |
| Joachim Mertes (de)          | 2006                 | 2016     |      | SPD   |
| Hendrik Hering (de)          | 18 mai 2016          | en cours |      | SPD   |

### Législatures

1re législature.
2e législature.
3e législature.
4e législature.
5e législature.
6e législature.
7e législature.
8e législature.
9e législature.
10e législature.
11e législature.
12e législature.
13e législature.
14e législature.
15e législature.
16e législature.
17e législature.